# Осада Вщижа (1160)
Осада Вщижа — двойной поход Святослава Ольговича и его союзников против Святослава Владимировича вщижского, союзника Изяслава Давыдовича. Закончился победой Святослава Ольговича.

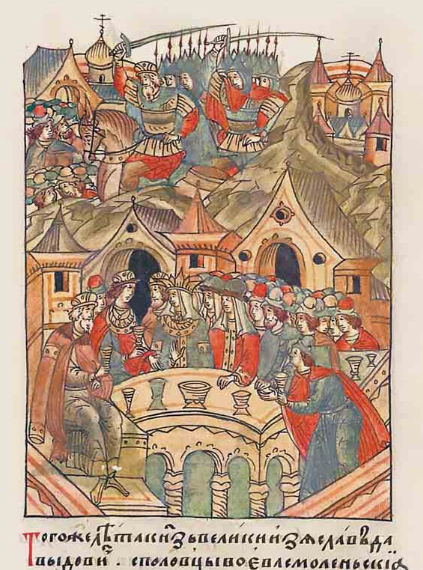
Свадьба Святослава

После разорения смоленских земель Изяславом и половцами зимой 1159/60 годов Святослав Ольгович с помощью своих киевско-смоленских союзников предпринял поход на Вщиж. В первом походе участвовал сам Святослав, Всеволодовичи и Рюрик Ростиславич. Изяслав обратился за помощью к Андрею Боголюбскому, и тот выслал войско во главе со своим сыном Изяславом, включавшее и муромцев. Узнав о его приближении, союзники отступили от Вщижа.
Во время стратегической паузы дочь Андрея Боголюбского была выдана замуж за Святослава вщижского.
Второй поход был предпринят дружинами, значительно превосходившими силы, участвовавшие в первом походе. Во втором походе также участвовали киевский, галицкий и полоцкий полки. Вщиж осаждался 5 недель, после чего был заключён мир, по которому Святослав Владимирович признал своего дядю Святослава Ольговича отца вместо.